# اورمور
اورمور (به انگلیسی: Evermore، به حروف کوچک نوشته می‌شود؛ به‌معنای همیشگی) نهمین آلبوم استودیویی تیلور سوئیفت، خواننده-ترانه‌سرای آمریکایی است. این آلبوم در ۱۱ دسامبر ۲۰۲۰ توسط ریپابلیک رکوردز منتشر شد. سوئیفت اورمور را به‌عنوان آلبوم «خواهر» برای آلبوم قبلی‌اش، فولکلور که در ژوئیه همان سال منتشر شده بود به وجود آورد. او این آلبوم را عمدتاً با همکاری آرون دسنر در استودیوی لانگ پاند در منطقه دره هادسن ضبط کرد.
اورمور بر پایه سبک ترانه‌سرایی گریزگرایانه و فانتزی آلبوم فولکلور ساخته شده و به روایت‌های تخیلی‌ای می‌پردازد که سوئیفت در دوران قرنطینه ناشی از دنیاگیری کووید-۱۹ خلق کرده بود. ترانه‌های این آلبوم احساساتی چون دلتنگی، غم، نوستالژی و پشیمانی را بررسی می‌کنند که از پایان‌های تلخِ عشق‌های ممنوعه، طلاق و خیانت ناشی می‌شوند. فضای موسیقایی آلبوم ترکیبی از سبک‌های ایندی فولک، فولک پاپ، چیمبر پاپ، آلترناتیو راک و آلترناتیو پاپ است. تنظیمات مینیمال آن شامل گیتارهای انگشتی، پیانو، سازهای زهی، سینث‌سایزرهای ملایم و درام‌های برنامه‌نویسی‌شده می‌شود. گروه‌های هایم و د نشنال و بون ایور در این آلبوم به‌عنوان هنرمندان مهمان حضور دارند.
اورمور با سه تک‌آهنگ تبلیغ شد که هرکدام برای فرمت‌های رادیویی متفاوتی در آمریکا منتشر شدند— «بید» به رادیوی پاپ معاصر ارسال شد و در صدر جدول بیلبورد هات ۱۰۰ آمریکا قرار گرفت؛ «نه جسدی، نه جرمی» به رادیو کانتری و «جزیره کنی» به رادیو آلترناتیو فرستاده شدند. این آلبوم در کشورهای استرالیا، کانادا، یونان، نیوزیلند، پرتغال و بریتانیا در صدر جدول فروش قرار گرفت. در آمریکا نیز، هشتمین آلبوم متوالی سوئیفت بود که در جایگاه نخست جدول بیلبورد ۲۰۰ شروع به کار کرد و پرفروش‌ترین آلبوم آلترناتیو سال ۲۰۲۱ شد. اورمور گواهی‌نامه‌های چند پلاتینیوم را در کشورهای برزیل، کانادا و نیوزیلند کسب کرده است.
منتقدان موسیقی اورمور را از نظر موسیقایی جسورانه و تجربه‌گرایانه توصیف کردند و معتقد بودند که این آلبوم سبک‌های معرفی‌شده در فولکلور را گسترش داده است. بسیاری از نقدها ترانه‌سرایی سوئیفت را تحسین کردند و آن را دارای شخصیت‌پردازی‌های پیچیده و روایت‌هایی خوش‌ساخت دانستند؛ با این حال، برخی منتقدان با احتیاط بیشتری به تحسین آن پرداختند و اورمور را به‌اندازهٔ آلبوم قبلی‌اش پیشگامانه ندانستند. این آلبوم در فهرست‌های مختلف بهترین آلبوم‌های سال ۲۰۲۰ قرار گرفت و برخی منابع آن را در کنار فولکلور رتبه‌بندی کردند. در شصت و چهارمین مراسم جایزه گرمی در سال ۲۰۲۲، اورمور نامزد دریافت جایزه آلبوم سال شد.

## زمینه
در ۱۰ دسامبر ۲۰۲۰، سوئیفت در یک سری از پست‌های خود در شبکه‌های اجتماعی، اورمور را اعلام کرد. او همچنین فهرست قطعه‌های آلبوم را منتشر کرد، که نشان می‌داد با د نشنال، هایم و بون ایور همکاری دارد.

## میراث
روزنامه‌نگاران انتشار سریعاً پشت‌سرهم اورمور  پس از فولکلور به‌دست سوئیفت را تحسین کردند. ورایتی آن را با اقدامات مشابه بیتلز و یوتو مقایسه کرد، در حالی که رولینگ استون این حرکت را یک رشته موفقیت پیاپی توصیف کرد که یادآور پرینس در سال ۱۹۸۷ و دیوید بویی در سال ۱۹۷۷ بود. Vulture آن را «شوک بزرگی» توصیف کرد، زیرا سوئیفت پیش از این آلبوم‌های خود را به‌صورت مرسوم مانند اکثر هنرمندان رونمایی می‌کرد. اور کالچر مگ و NJ.com از «جانفشانی هنری» سوئیفت استقبال کردند، زیرا او هم‌زمان در حال ضبط مجدد آثار گذشته‌اش در سال ۲۰۲۰ بود. سیدنی مورنینگ هرالد او را «ملکهٔ بهره‌وری» در دورهٔ همه‌گیری کووید-۱۹ نامید. نیویورک تایمز احساس کرد این آلبوم لحظهٔ سرنوشت‌سازی در حرفه و قوهٔ ابتکار سوئیفت بود. گاردین و واکس عقیده داشتند که اورمور و فولکلور بر وجدان کاری سوئیفت تأکید داشتند، و انتشارشان به منتقدان کمک کرد تا مهارت موسیقایی او را تشخیص دهند و او را خواننده‌ای سرسپرده ببینند، و از تصویر پاپ‌استاری خود در میانهٔ دهه ۲۰۱۰ فاصله بگیرد.

## فهرست قطعه‌ها
| اورمور: نسخه استاندارد | اورمور: نسخه استاندارد             | اورمور: نسخه استاندارد         | اورمور: نسخه استاندارد                   | اورمور: نسخه استاندارد |
| شماره                  | نام                                | نویسنده(ها)                    | تهیه‌کننده(ها)                            | مدت                    |
| ---------------------- | ---------------------------------- | ------------------------------ | ---------------------------------------- | ---------------------- |
| ۱.                     | «بید»                              | تیلور سوئیفت آرون دسنر         | آ. دسنر                                  | ۳:۳۴                   |
| ۲.                     | «مشکلات پیش‌پاافتاده»               | سوئیفت ویلیام بوری             | آ. دسنر سوئیفت                           | ۴:۰۴                   |
| ۳.                     | «گلد راش»                          | سوئیفت جک آنتونوف              | آنتونوف سوئیفت                           | ۳:۰۵                   |
| ۴.                     | «همین فصل لعنتی»                   | سوئیفت آ. دسنر                 | آ. دسنر                                  | ۳:۴۹                   |
| ۵.                     | «تحمل کن»                          | سوئیفت آ. دسنر                 | آ. دسنر                                  | ۴:۰۵                   |
| ۶.                     | «نه جسدی، نه جرمی» (به همراه هایم) | سوئیفت                         | آ. دسنر سوئیفت                           | ۳:۳۵                   |
| ۷.                     | «خوش‌بختی»                          | سوئیفت آ. دسنر                 | آ. دسنر                                  | ۵:۱۵                   |
| ۸.                     | «دورثیا»                           | سوئیفت آ. دسنر                 | آ. دسنر                                  | ۳:۴۵                   |
| ۹.                     | «جزیره کنی» (به همراه د نشنال)     | سوئیفت بوری آ. دسنر برایس دسنر | آ. دسنر ب. دسنر                          | ۴:۳۵                   |
| ۱۰.                    | «پیچک سمی»                         | سوئیفت آ. دسنر آنتونوف         | آ. دسنر                                  | ۴:۲۰                   |
| ۱۱.                    | «گاوچرانی مثل من»                  | سوئیفت آ. دسنر                 | آ. دسنر                                  | ۴:۳۵                   |
| ۱۲.                    | «خلاصه»                            | سوئیفت آ. دسنر                 | آ. دسنر                                  | ۳:۳۵                   |
| ۱۳.                    | «مارجوری»                          | سوئیفت آ. دسنر                 | آ. دسنر                                  | ۴:۱۷                   |
| ۱۴.                    | «خاتمه»                            | سوئیفت آ. دسنر                 | آ. دسنر بی‌جی برتون [a] جیمز مک‌الیستر [a] | ۳:۰۰                   |
| ۱۵.                    | «اورمور» (به همراه بون ایور)       | سوئیفت بوری جاستین ورنن        | آ. دسنر سوئیفت                           | ۵:۰۴                   |
| مجموع مدت:             | مجموع مدت:                         | مجموع مدت:                     | مجموع مدت:                               | ۶۰:۳۸                  |

| اورمور {نسخه فیزیکی دیلاکس} | اورمور {نسخه فیزیکی دیلاکس} | اورمور {نسخه فیزیکی دیلاکس} | اورمور {نسخه فیزیکی دیلاکس} | اورمور {نسخه فیزیکی دیلاکس} |
| شماره                       | نام                         | نویسنده(ها)                 | تهیه‌کننده(ها)               | مدت                         |
| --------------------------- | --------------------------- | --------------------------- | --------------------------- | --------------------------- |
| ۱۶.                         | «همان‌جا که ترکم کردی»       | سوئیفت آ. دسنر              | آ. دسنر                     | ۴:۰۷                        |
| ۱۷.                         | «وقت رفتنه»                 | سوئیفت آ. دسنر              | آ. دسنر                     | ۴:۱۵                        |
| مجموع مدت:                  | مجموع مدت:                  | مجموع مدت:                  | مجموع مدت:                  | ۶۹:۰۰                       |